# Акт про захист аборигенів (1869)
Акт про захист аборигенів — документ, прийнятий в 1869 році на території британської колонії Вікторія Комітетом із захисту аборигенів. Згідно з даним Актом, аборигенам Вікторії надавалося заступництво і захист британського уряду (зокрема, він організовував весілля аборигенів, забезпечував місцевих корінних жителів роботою та житлом).

## Основні положення Акту
Акт був одним із ключових нововведень у серії реформ 1860-1870-тих років (зокрема, влада повинна була забезпечити доступ до отримання освіти всього населення колонії). Але контроль над життєдіяльністю аборигенів з боку влади позбавив їх свободи, оскільки Комітет на свій розсуд надавав їм роботу і житло, підбирав пари для створення родин, а дітей аборигенів забирали з сімей.

## Наслідки
У 1886 році у Вікторії було прийнято Акт про змішані раси (англ. Half-Caste Act). Аборигенів, замість відокремлених селищ і резервацій, почали розселяти серед білого населення з метою їх повної асиміляції. Це стало причиною їх повного зубожіння.
Пізніше були прийняті більш гуманні акти: Акт про аборигенів (1910) та Акт про землі аборигенів (1970).